# Brachygnathus
Genre
Brachygnathus est un genre d’insectes coléoptères de la famille des Carabidae, de la sous-famille des Harpalinae ou des Panagaeinae selon les classifications.
Ils vivent en Amérique du Sud.

## Liste d'espèces
Selon BioLib (15 janvier 2022) :
- Brachygnathus angusticollis (Burmeister, 1885)
- Brachygnathus fervidus (Burmeister, 1885)
- Brachygnathus festivus (Dejean, 1830)
- Brachygnathus imperialis (Chaudoir, 1863)
- Brachygnathus intermedius Perty, 1830
- Brachygnathus muticus Perty, 1830
- Brachygnathus oxygonus Perty, 1830